# Eva Nowicki
Eva Nowicki (ur. 5 listopada 1964 w Bydgoszczy jako Ewa Kaczmarek) – niemiecka szachistka polskiego pochodzenia, mistrzyni FIDE od 1993 roku. W czasie swojej kariery występowała również jako Ewa Nowicka.

## Kariera szachowa
Na przełomie lat 70. i 80. XX wieku należała do ścisłej czołówki polskich juniorek. W 1979 r. zdobyła w Radomiu tytuł mistrzyni Polski do 17 lat, sukces ten powtarzając w 1981 r. w Chorzowie. W 1982 (w Częstochowie) oraz 1983 r. (w Katowicach) dwukrotnie zdobyła brązowe medale mistrzostw Polski do 20 lat. Była również dwukrotną medalistką młodzieżowych mistrzostw Polski (do 23 lat): srebrną (Olsztyn 1987) oraz brązową (Augustów 1986).
Pięciokrotnie zdobywała medale drużynowych mistrzostw Polski juniorów, reprezentując kluby "Łączność" i "Chemik" Bydgoszcz: dwa złote (1983, 1984), dwa srebrne (1975, 1979) oraz brązowy (1978).
W latach 1985, 1987, 1988 i 1989 czterokrotnie startowała w finałach indywidualnych mistrzostw Polski, najlepsze wyniki osiągając w Sandomierzu (1985) oraz Poznaniu (1989), w obu tych turniejach zajmując VII miejsca. W barwach klubu "Lech" Poznań trzykrotnie zdobyła medale drużynowych mistrzostw Polski: złoty (Jachranka 1987) oraz dwa brązowe (Międzybrodzie 1985, Łeba 1989).
Najwyższy ranking w karierze osiągnęła 1 stycznia 1988 r., z wynikiem 2205 punktów zajmowała wówczas 6. miejsce wśród polskich szachistek.
Od 1992 r. na arenie międzynarodowej reprezentuje Niemcy. W kolejnych latach w turniejach klasyfikowanych przez Międzynarodową Federację Szachową uczestniczyła bardzo rzadko, startując jedynie w rozgrywkach drużynowych.